# May Campbell
Pour les articles homonymes, voir Campbell.
Pas d'image ? Cliquez ici

a Compétitions nationales et continentales officielles uniquement.

b Matchs officiels uniquement.
Dernière mise à jour le 29 juillet 2025.
May Campbell, née le 16 mai 1996 en Écosse, est une joueuse internationale anglaise d'origine écossaise de rugby à XV évoluant au poste de talonneur.

## Biographie
May Campbell naît le 16 mai 1996.
En 2023, elle joue pour le club des Saracens. Elle n'a encore aucune sélection en équipe d'Angleterre quand elle est retenue pour disputer le Tournoi des Six Nations 2023.
En juillet 2025, elle est sélectionnée pour la Coupe du monde en Angleterre.

## Palmarès
- Vainqueur du Tournoi des Six Nations en 2023 et 2025.